# Heteropterna major
Heteropterna major är en tvåvingeart som beskrevs av Charles Howard Curran 1928. Heteropterna major ingår i släktet Heteropterna och familjen platthornsmyggor.
Artens utbredningsområde är Jamaica. Inga underarter finns listade i Catalogue of Life.